# Klaas Barendregt
N.C. (Klaas) Barendregt (ca. 1948) is een Nederlands politicus van de VVD.
Hij heeft in Delft elektrotechniek en bedrijfskunde gestudeerd. Vanaf 1977 had hij een land- en veeteeltbedrijf op Texel waar hij vanaf 1978 daarnaast gemeenteraadslid was. In 1982 werd Barendregt daar wethouder en in november 1993 volgde zijn benoeming tot burgemeester van de gemeente Liemeer (toen nog officieel gemeente Nieuwveen). Op 1 januari 2007 fuseerde die gemeente met Ter Aar en Nieuwkoop die samen verdergingen onder de naam Nieuwkoop, waarmee zijn functie kwam te vervallen.